# سیه‌چشمه
سیه‌چشمه مرکز شهرستان چالدران در استان آذربایجان غربی است.
سابقه تاریخی این شهر به حدود قرن پانزدهم میلادی می‌رسد که از آثار تاریخی آن، می‌توان به کلیسای تادئوس مقدس (قره کلیسا) و مقبره صدرالدین (وزیر شاه اسماعیل صفوی) اشاره کرد.

## زبان
زبان مردم سیه چشمه، ترکی آذربایجانی می‌باشد.

## نام
این شهر قبلاً قره‌عینی نامیده می‌شد. طبق روایتی «قره‌عینی» از نام پدر و پسری که «قره» و «عینی» نام داشتند و نخستین ساکنان این منطقه بودند، گرفته شده است. طبق روایتی دیگر نام سیه‌چشمه از منطقه‌ای نیمه باتلاقی و چمن‌زار به نام قره بولاق (برابر فارسی‌اش می‌شود سیه‌چشمه) گرفته شده است، تعلق دارد.

## اقلیم
| نوع داده               | فروردین | اردیبهشت | خرداد | تیر  | مرداد | شهریور | مهر  | آبان | آذر  | دی    | بهمن | اسفند | سالیانه |
| ---------------------- | ------- | -------- | ----- | ---- | ----- | ------ | ---- | ---- | ---- | ----- | ---- | ----- | ------- |
| حداقل دما (سلسیوس)     | 0.6     | 5.2      | 9.2   | 13   | 14.5  | 11.1   | 5.9  | 1    | 5.7- | 10.4- | 9-   | 3.4-  | 2.6     |
| حداکثر دما (سلسیوس)    | 10.9    | 16.1     | 22    | 25.8 | 28.1  | 25.3   | 18.2 | 10.4 | 4.2  | 0.0   | 1.1  | 5.3   | 14      |
| بارش ماهانه (میلی متر) | 41      | 67.7     | 65.9  | 58   | 30.9  | 21.6   | 27.2 | 33.3 | 15.4 | 18.6  | 21.3 | 23.8  | 424.8   |
| رطوبت نسبی (درصد)      | 59      | 60       | 55    | 55   | 48    | 50     | 58   | 67   | 66   | 69    | 68   | 63    | 60      |